# Barczewo (stacja kolejowa)
Barczewo – stacja kolejowa w Barczewie, w województwie warmińsko-mazurskim, w Polsce. Znajdują się tu 2 perony.

## Ruch pasażerski
| Rok  | Wymiana pasażerska na dobę |
| ---- | -------------------------- |
| 2017 | 50-99                      |
| 2022 | 50-99                      |

## Połączenia
Poniżej podane tylko połączenia z ośrodkami miejskimi. Stacja posiada ponadto połączenie z szeregiem wsi w województwie warmińsko-mazurskim. Wytłuszczeniem zaznaczono stacje docelowe.
- Ełk
- Giżycko
- Kętrzyn
- Korsze
- Olsztyn Główny